# The Prude's Fall
Pour plus de détails, voir Fiche technique et Distribution.
The Prude's Fall est un film britannique muet réalisé par Graham Cutts, sorti en 1925.

## Fiche technique
- Titre : The Prude's Fall
- Réalisation : Graham Cutts
- Scénario : Alfred Hitchcock d'après la pièce de Rudolf Besier et May Edginton
- Production : Michael Balcon pour Balcon, Freedman & Saville
- Photographie : Hal Young
- Décors : Alfred Hitchcock
- Assistant-réalisateur : Alfred Hitchcock
- Pays de production :  Royaume-Uni
- Format : Noir et blanc - Film muet - 1,33:1
- Genre : Drame
- Date de sortie : 1925

## Distribution
- Jane Novak : Béatrice Audley
- Julanne Johnston : Sonia Roubetsky
- Warwick Ward : André le Briquet
- Hugh Miller : Marquis de Rocqueville
- Gladys Jennings : Laura Westonry
- Miles Mander : Sir Neville Moreton
- Henry Vibart : Dean Carey
- Marie Ault : Mme Masters
- Betty Compson

## Autour du film
- Ce film retiendra surtout l'attention pour la participation de Hitchcock qui cumule les fonctions de scénariste, décorateur, et assistant-réalisateur.